# Majasem (Kendal)
Majasem is een bestuurslaag in het regentschap Ngawi van de provincie Oost-Java, Indonesië. Majasem telt 7136 inwoners (volkstelling 2010).